# Siri (programvara)
Siri är en digital assistent utvecklad av Apple Inc., tillgänglig som en integrerad funktion i Apples operativsystem: iOS, iPadOS, macOS (från versionen macOS Sierra), watchOS, tvOS och AudioOS (för HomePod).

## Historia
Siri började som ett fristående projekt utvecklat av SRI International och deras avknoppning Siri Inc. Apple förvärvade företaget i april 2010 och integrerade tekniken i iOS 5 året därpå.

## Funktioner
Siri låter användaren interagera med enheten genom röststyrning eller att skriva till hen. Tjänsten kan svara på frågor, ge rekommendationer, ställa in påminnelser och utföra kommandon genom att anropa appar och onlinetjänster. Siri är utformad för att lära sig användarens individuella språkbruk, vanor och preferenser över tid, vilket möjliggör mer anpassade och relevanta svar.

## Tillgänglighet och språk
Siri lanserades officiellt den 4 oktober 2011 tillsammans med iPhone 4S. Funktionen har sedan dess utvecklats till att stödja fler språk, dialekter och röster.
Programmet finns tillgängligt på över 20 språk, inklusive svenska. Den första svenska rösten i Siris talsyntes spelades in av skådespelaren Sara Edwardsson, som även bidragit med röster till andra digitala tjänster, bland annat Google översätt.

## Integritet och anpassning
Siri bygger på maskininlärning för att förbättra sina svar och förutsägelser. Vissa data behandlas lokalt på enheten (framför allt i nyare versioner), medan annan information skickas till Apples servrar för bearbetning. Användaren kan styra vilken information Siri får tillgång till och radera lagrade data via inställningar.